# Penge West (stacja kolejowa)
Penge West – stacja kolejowa w Londynie, na terenie London Borough of Bromley, zarządzana i obsługiwana przez London Overground jako część East London Line. Na stacji zatrzymują się również pociągi firmy Southern. W roku statystycznym 2007/08 ze stacji skorzystało ok. 271 tysięcy pasażerów.